# Nergizlik (Karaisalı)
Nergizlik ist eine Ortschaft (Köy) im Landkreis Karaisalı der türkischen Provinz Adana mit 200 Einwohnern (Stand: Ende 2024). Im Jahr 2011 hatte der Ort Nergizlik 269 Einwohner.